# Haliplectus pellucidus
Haliplectus pellucidus är en rundmaskart som beskrevs av Nathan Augustus Cobb 1913. Haliplectus pellucidus ingår i släktet Haliplectus och familjen Haliplectidae. Inga underarter finns listade i Catalogue of Life.